# Ferdi Miebach
Ferdi Miebach (* 13. September 1938) ist ein ehemaliger deutscher Judoka und Judotrainer.

## Berufliche Laufbahn
Miebach stammt aus Hamburg und ist von Beruf Diplom-Sportlehrer und Polizeibeamter im  Bundesgrenzschutz (heute Bundespolizei). In Lübeck lehrte er an der Bundesgrenzschutz-Schule Sport, insbesondere Judo und Jiu Jitsu.

## Sportliche Laufbahn
Miebach begeisterte sich früh für den Judo-Sport. In Nordrhein-Westfalen wurde er nacheinander Stadt- und Landesmeister im Judo. 1958 erkämpfte er sich den Titel Deutscher Judo-Polizeimeister. Nach seiner Versetzung zur BGS-Schule in Lübeck errang er auch in internationalen Wettkämpfen Erfolge. 1960 wurde er in die deutsche Nationalmannschaft berufen und nahm an den Judo-Europameisterschaften in Amsterdam teil. Inzwischen dreimaliger deutscher Judomeister, wurde er 1967 Mannschafts-Europameister.
Für die Erlangung dieses Titels wurden er und die deutsche Judomannschaft am 23. Juni 1967 mit dem Silbernen Lorbeerblatt ausgezeichnet.
Bis 1977 trainierte der siebenfache deutsche Meister die Nationalmannschaft der Frauen.
Außerdem verlieh ihm sein Heimatverband, der Hamburger Judo-Verband, am 1. März 1976 die Goldene Ehrennadel.